# Wil Traval
William Traval, detto Wil (Colac, 9 luglio 1980), è un attore australiano.

## Biografia
Di origini russe, è nato nei pressi di Colac, nello stato del Victoria, in Australia. Durante la scuola superiore inizia a girare dei cortometraggi con gli amici, vincendo numerosi premi per la fotografia e la regia. Ha studiato media e letteratura presso La Trobe University, successivamente decide di proseguire gli studi al National Institute of Dramatic Art (NIDA), dando così inizio alla sua carriera di attore.

## Carriera
È principalmente noto per il ruolo del poliziotto Will Simpson, personaggio ricorrente del serial della Marvel in onda su Netflix Jessica Jones. Successivamente, è apparso nella serie Arrow, prodotta da DC Comics, nel ruolo di Christopher Chance/Human Target nell'episodio "Bersaglio umano".

## Filmografia parziale

### Cinema
- The Lost Tribe, regia di Roel Reiné (2009)

### Televisione
- Jessica, regia di Peter Andrikidis - film TV (2004)
- All Saints - serie TV (2004-2008)
- Rescue Special Ops - serie TV (2009)
- Underbelly: The Golden Mile - serie TV (2010)
- The Inbetweeners - Quasi maturi - serie TV (2012)
- Red Widow - serie TV (2012)
- C'era una volta - serie TV, 4 episodi (2013-2015)
- Jessica Jones - serie TV (2015)
- Arrow - serie TV, episodio 5x05 (2016)
- Grimm - serie TV 2 episodi (2017)
- Finché morte non ci separi (He Loved Them All), regia di Jake Helgren – film TV (2018)
- Messiah – serie TV (2020)

## Doppiatori italiani
Nelle versioni in italiano delle opere in cui ha recitato, Wil Traval è stato doppiato da:
- Francesco De Francesco in C'era una volta, Grey's Anatomy
- Francesco Pezzulli in Leverage - Consulenze illegali
- Mirko Mazzanti in The Glades
- Christian Iansante in Red Widow
- Gabriele Sabatini in Arrow
- Alan Bianchi in Jessica Jones
- Stefano Thermes in NCIS: New Orleans